# Héctor Ignacio Salah Zuleta
Héctor Ignacio Salah Zuleta (Bogotá, 24 de diciembre de 1942) es un eclesiástico colombiano de la Iglesia católica, actual obispo de la Diócesis de Riohacha, a la que llegó luego de haber sido obispo de la Diócesis de Girardota.

## Biografía

### Primeros años y formación
Hijo de padre de ascendencia libanesa y madre antioqueña, es arquitecto de profesión, e ingresó al Seminario de Cristo Sacerdote de La Ceja, al graduarse en la Universidad de Los Andes.
En el seminario estudió filosofía y teología.  

### Sacerdocio
Fue ordenado el 10 de diciembre de 1972, para ser enviado en 1975 a Puerto Tejada, donde fue párroco, para luego desempeñarse como rector del Seminario de Cristo Sacerdote para campesinos (Yarumal, 1976-82). 
- Director de la Asociación Sacerdotal Regina Apostolorum (1982-85).
- Rector del Seminario Nacional Cristo Sacerdote (La Ceja, 1985-93).
- Párroco de la Parroquia Nuestra Señora del Perpetuo Socorro de Rionegro  (1994), de donde pasó a ocupar diversos puestos administrativos en Sonsón-Rionegro y la conferencia episcopal.[2]

### Episcopado
En 1998 Juan Pablo II lo nombró obispo de Girardota, siendo ordenado el 26 de marzo de ese año; y en 2005, Benedicto XVI lo transfirió a Riohacha.
La biblioteca virtual de Riohacha lleva su nombre.